# Schismatoglottis subundulata
Schismatoglottis subundulata är en kallaväxtart som först beskrevs av Heinrich Zollinger och Heinrich Wilhelm Schott, och fick sitt nu gällande namn av Dan Henry Nicolson. Schismatoglottis subundulata ingår i släktet Schismatoglottis och familjen kallaväxter. Inga underarter finns listade.